# Valdivia (Xile)
Valdivia és una ciutat i comuna al sud de Xile a la costa del Pacífic a 841 km de la capital de Xile, Santiago. Valdivia és la capital de la província de Valdivia i la capital de la regió xilena número XIV, de Los Ríos. En el cens del 2008 tenia uns 155.000 habitants.

## Història

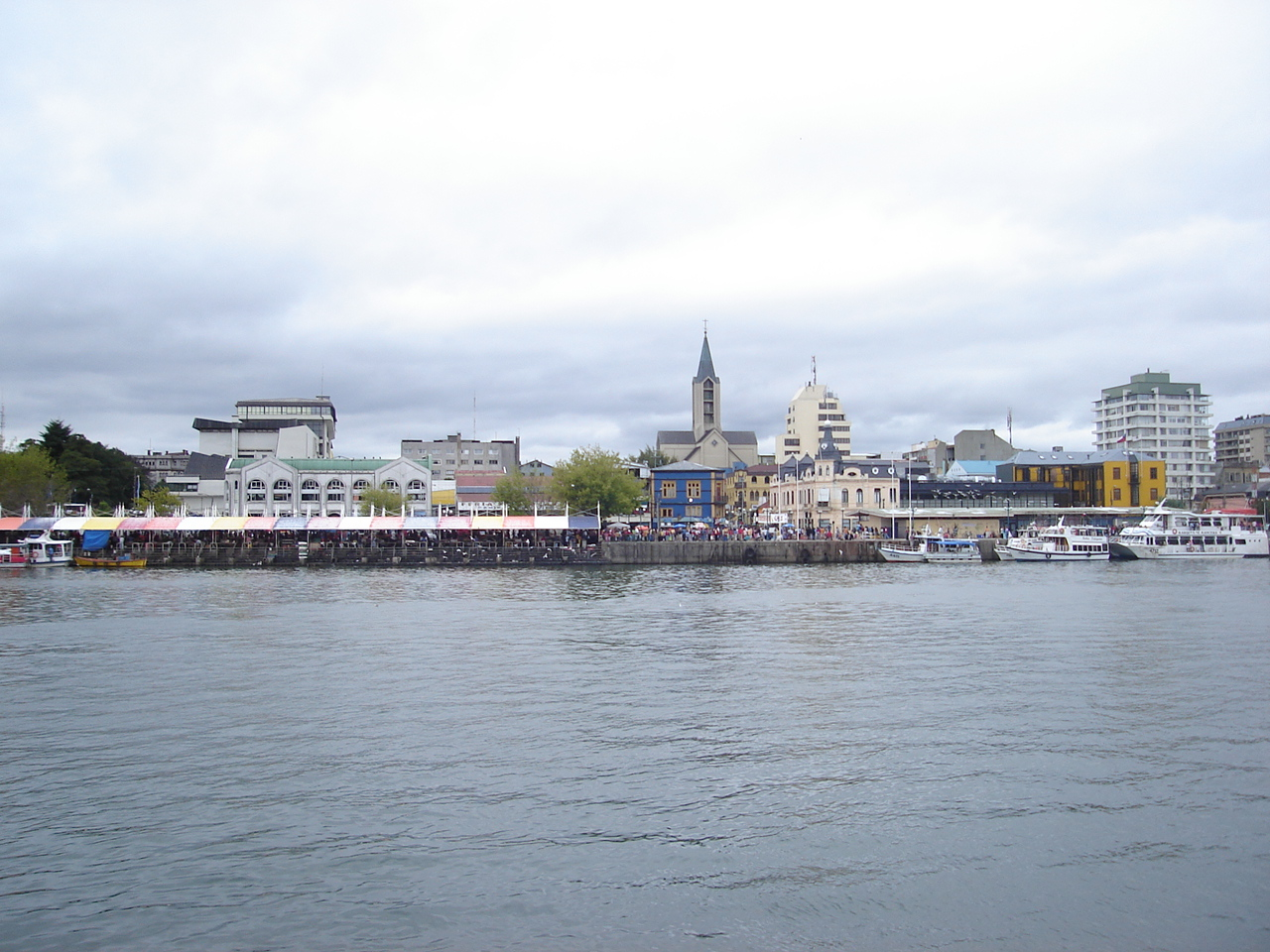
Valdivia

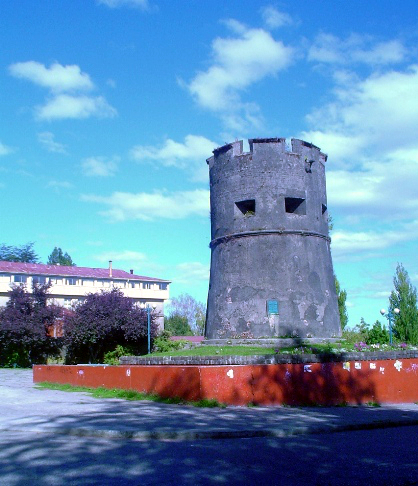
Torrassa El Canelo a Valdivia

Pedro de Valdivia, el primer governador de Xiles va enviar Juan Bautista de Patene a explorar aquesta regió, Pastene va veure la badia de Corral el 1544, i la va batejar amb el nom del seu superior.
Anys més tard, Pedro de Valdivia fundà la ciutat amb el nom de Santa María la Blanca de Valdivia el 9 de febrer de 1552 sobre un anterior poble indígena anomenat Ainil. Uns anys després del desastre de Curalaba (1598) va ser abandonada i destruïda pels indígenes huilliche.
Es va repoblar el 1645, però els voltants els controlaven els indígenes lafkenche-huilliche.
La ciutat va créixer i es formà un port important essent el seu riu un dels pocs navegables de Xile. Important com, en aquella època la ciutat més meridional de Xile comptava amb nombrosos i ben equipats forts militars,. L'any 1821 va ser capturada pels independentistes xilens. Es va impulsar oficialment la colonització amb alemanys i el 1850 n'arribaren els primers, aquesta població qualificada impulsà la industrialització. També cremaren grans zones de pluviselva valdiviana per tal d'aconseguir terres de conreu. El 1909 un gran incendi destruí el centre de la ciutat que es va haver de reconstruir.
El 1960, el 22 de maig, es va enregistrar el terratrèmol més potent de la història de la Terra amb una magnitud de 9,5. (Terratrèmol de Xile del 1960) que va destruir el 40% de la ciutat. Des del 2 d'octubre de 2008 va entrar en vigor la nova regió xilena número XIV, regió de Los Ríos de la que Valdivia és capital.

## Clima
El clima de la regió és oceànic que origina la selva valdiviana. Les pluges són molt abundants amb un total anual de 2.593 mm, repartits durant tot l'any amb màxims de març a setembre. El juliol, el mes més fred a l'hemisferi sud, té una temperatura mitjana de 7,5 °C i el febrer és de 16,5 °C.

## Economia
Indústria del metall, construcció naval, fustera, paperera, cel·lulosa (Celco), cervesera i molins. També hi ha turisme i serveis d'educació encapçalats per la Universitat Austral de Xile - UACH. S'hi celebra el Festival Internacional de Cinema de Valdivia.